# Sperling und die kalte Angst
Sperling und die kalte Angst ist ein deutscher Fernsehfilm von Uwe Janson aus dem Jahr 2007. Es handelt sich um die achtzehnte und zugleich letzte Folge der ZDF-Kriminalfilmreihe Sperling mit Dieter Pfaff in der Titelrolle als Kriminalhauptkommissar Hans Sperling. Sperlings Team setzt sich zusammen aus Marie Winter, gespielt von Carin C. Tietze, Falk Hofmann (Philipp Moog) und dem neu hinzugekommenen Konrad, verkörpert von Matthias Koeberlin. Die Haupt-Gaststars dieser Folge sind Sheri Hagen, Pasquale Aleardi, Christian Standtke, Esther Zimmering und Kai Michael Müller.
Die Pressestelle des ZDF kündigte den Film mit folgenden Worten an: „Regisseur und Drehbuchautor Uwe Janson verbindet in ‚Sperling und die kalte Angst‘ gekonnt mehrere Fälle und erzeugt eine düstere, spannungsgeladene Atmosphäre. Doch der Film ist mehr als ein Krimi, es ist auch ein Film über den Zustand unserer Gesellschaft.“

## Handlung
Vorwort: „Schaut auf diese Stadt. Erinnern Sie sich noch an diese Worte? Ich schaue schon lange auf Berlin. Ich hab fast mein ganzes Leben hier verbracht. Ich bin Polizist. Und ich liebe meinen Beruf. Ich hab lange dafür gekämpft, um der Bürokratie zu entgehen. Ich bin der Meinung, dass mein Platz auf der Straße ist. Aber die Straße ist kalt und die Arbeit manchmal schmutzig. Mein Name ist Sperling.“
Kriminalhauptkommissar Hans Sperling aus Berlin erhält einen verzweifelten Anruf seiner geheimen Informantin Sonja Thalbauer, die ihm Hinweise auf einen großen Drogendeal geben sollte. Sie scheint enttarnt worden zu sein und sich in großer Gefahr zu befinden. Sofort macht Sperling sich mit seinem Mitarbeiter Falk Hofmann auf den Weg zum vereinbarten Treffpunkt. Es ist jedoch zu spät, Sonja ist tot.
Hofmanns Verfolgung der Täter endet an einem Gebäudekomplex in Berlin-Moabit, in dem die Männer in einer Wohnung verschwinden. Auf Anweisung ihrer vorgesetzten Dienststelle ziehen Sperling und seine Leute in eine der dem Gebäudekomplex gegenüberliegende Wohnung ein, um dem Geheimnis auf die Spur zu kommen, das Sonja mit in den Tod nahm und natürlich auch, um ihren Mördern das Handwerk zu legen. Sperling und seine Leute haben durch den Einsatz des notwendigen technischen Equipments nun Einblick in die verschiedensten Wohnungen unbekannter Menschen. Um verdächtige Wohnungen zu verwanzen, ist Sperlings Team der Spezialist Konrad zugeteilt worden. Es ist vor allem Sperling nicht immer angenehm, die Privatsphäre fremder Menschen verletzen zu müssen. Allerdings lässt ihn das Gefühl nicht los, dass die Verantwortlichen für Sonjas Tod tatsächlich eine ungeheure Sache planen. Wie sich herausstellt, wurde Sonja mittels einer Spritze ins Ohr, die das enthaltene Gift direkt ins Gehirn weiterleitet, getötet. Bei Sonjas Sachen findet Sperling in einer angebrochenen Tafel Schokolade einen Chip, der Bilder der verdächtigen Männer enthält, einer von ihnen ist der Deutsche Dirk Gnieber, ein weiterer, ein Mann namens Georgis Barras.
Konrad verwanzt außer den genehmigten Wohnungen eine weitere, was Sperling stillschweigend duldet, da sein Blick dort unmittelbar auf eine schusssichere Weste gefallen ist. Als der Kommissar sich auf dem Dachboden umsieht, trifft er dort auf den Jugendlichen Lucas, der ihn angreifen will. Sperling findet jedoch die richtigen Worte, um einen Kontakt zu dem Jungen herzustellen. Der neue Mitarbeiter Konrad hingegen fällt besonders durch sein loses Mundwerk und seinen wenig sensiblen Umgang mit Menschen auf. So behandelt er die dunkelhäutige Caren sehr von oben herab. Sperling hingegen begegnet der freundlichen Frau mit großem Respekt.
Sperling begibt sich in die Wohnung von Barras, um festzustellen, was sich auf den Zeichnungen befindet, an denen er stets arbeitet. Er fotografiert diese gerade, als er die Mitteilung erhält, dass Barras im Eingangsbereich stehe. Etwas später erzählt Sperling Hofmann, dass er bei Barras Pläne vom Brandenburger Tor gefunden habe und weitere zum Bau einer Bombe. Kurz darauf entsteht ein Tohuwabohu, als auf Fatima, in deren Wohnung die schusssichere Weste gesichtet wurde, geschossen wird. Glücklicherweise hat sie diese jedoch wohlweislich getragen. Später erzählt sie den Beamten, dass sie von zu Hause weggelaufen sei und sich bei ihrem Freund versteckt habe. Ihr Vater, der jetzt auch auf sie geschossen hat, habe sie bedroht, ihre Schwester Meral und ihr Bruder Abdul hätten ihr jedoch geholfen. Ihr Vater hasse ihren Freund.
Oleana, die hinzugerufene Dolmetscherin, liest, was auf den Plänen geschrieben steht, die Sperling abfotografiert hat. Danach ist für den morgigen Tag ein Anschlag während einer Kundgebung der Gewerkschaften am Brandenburger Tor geplant. Konrad, der Sperling schon wiederholt verbal angegriffen hat, tut das auch jetzt wieder in der ihm eigenen aufmüpfigen Art. Man stellt fest, dass Barras eine SMS geschrieben hat, die zur großen Überraschung aller von Caren in Empfang genommen wird. Sperling klingelt bei Caren, um sie um Salz zu bitten, das sie aus der Küche holen will. Sie kommt jedoch nicht zurück. Der Kommissar findet in einer Schublade Bilder sowie einen Asylantrag einer Assana Mamavi, bei der es sich um Caren handelt. Sperling gibt den Befehl, das gesamte Viertel abzusperren. Hofmann hat inzwischen herausbekommen, dass Assana zusammen mit ihrem Mann und ihren beiden kleinen Kindern aus Togo nach Deutschland gekommen ist. Dem Asylantrag der Familie sei stattgegeben worden, man habe sie aber trotzdem abgeschoben. In Togo habe man die Familie in ein Lager gesteckt, in dem es ein Massaker gegeben habe. Assami habe als einzige überlebt.
Als Sperling bei Barras klingelt, hält dieser ihm eine Waffe an den Kopf. Zusammen mit Assami bugsiert er den Kommissar und den Jugendlichen Lucas, der sich in seiner Wohnung aufhielt, auf den Dachboden. Sperling versucht auf Assami einzuwirken. Die verbitterte Frau, die von Rachegedanken getrieben wird, wird dann jedoch damit konfrontiert, dass sie tatsächlich nur ein Werkzeug in den Händen von Barras und seinen Kumpanen ist. Er sperrt sie nun ebenfalls ein und hinterlässt ihr eine Waffe, in deren Lauf sich noch eine Kugel befindet. Assami bringt es jedoch nicht fertig, auf Sperling zu schießen. Sie erzählt von dem schlimmsten Tag in ihrem Leben, der sie gelehrt habe, abgrundtief zu hassen. Da Hofmann nichts mehr von Sperling gehört hat, hat er inzwischen den sofortigen Zugriff auf die Verdächtigen durch die bereitstehenden Beamten angeordnet. Georgis Barras, der sich als Polizist verkleidet hat, wird auf der Straße jedoch von Marie Winter erkannt und stirbt, als er mit seiner Waffe auf sie zielen will, im Kugelhagel der echten Polizisten.

## Produktion

### Dreharbeiten, Produktionsnotizen
Die Dreharbeiten erstreckten sich über den Zeitraum 6. Februar bis 9. März 2006 und fanden in Berlin und Umgebung statt. Die Aufnahmeleitung oblag Holger Reibiger und Jens Noack, die Produktionsleitung Susanne Bähre. Die Redaktion beim ZDF hatten Klaus Bassiner und Axel Lautroer inne. Es handelt sich  um eine Produktion der Polyphon im Auftrag des ZDF.

### Veröffentlichung
Sperling und die kalte Angst wurde erstmals am 10. März 2007 zur Hauptsendezeit im ZDF ausgestrahlt.
Diese achtzehnte und letzte Episode der Reihe erschien zusammen mit allen weiteren 17 Folgen am 10. April 2015 auf DVD, herausgegeben von der Edel Germany GmbH.

## Rezeption

### Einschaltquote, letzte Folge
Die letzte Folge der Serie schalteten 5,66 Millionen Zuschauer ein. Der Marktanteil lag bei 17,8 Prozent.
Klaus Bassiner, der verantwortliche ZDF-Redakteur, wurde im Hamburger Abendblatt mit der Aussage zitiert, man habe erkannt, dass die Serie „auserzählt“ sei. Zudem sei es „immer schwieriger geworden, gute Drehbücher für die Reihe zu entwickeln“.

### Kritik
Die Kritiker der Fernsehzeitschrift TV Spielfilm gaben dem Film für Anspruch und Action je einen von drei möglichen Punkten, für Spannung zwei, zeigten mit dem Daumen nach oben und stellten fest: „Ein doppelbödiges, höchst bedrohliches Spiel – bei dem das Ende allerdings ein wenig überladen wirkt.“ Fazit: „Brisantes aus Berlins Hinterhöfen.“
Thilo Wydra machte im Tagesspiegel darauf aufmerksam, dass der Film das Moment des unfreiwilligen oder beabsichtigten Voyeurismus mit aufnehme und es als dominierendes dramaturgisches Element verwende. Der Kritiker befand weiter: „Das alles ist beklemmend inszeniert und gespielt.“
Der Medienjournalist Rainer Tittelbach gab dem Film auf seiner Seite tittelbach.tv 4½ von 6 möglichen Sternen und fasste lobend zusammen: „Dieter Pfaff machte aus der Reihe ein Highlight des Krimi-TV zwischen 1996 und 2007.“ Tittelbach meinte, d„er Dicke mit dem wehenden Mantel“ sei in dieser Episode „mal wieder in seinem Element“. Tittelbach bedauerte, dass das ZDF seinen Zuschauern nur einen ‚Sperling‘ pro Jahr gönne. Vielleicht gehöre „aber gerade das zum Rezept der Reihe, die so etwas Besonderes“ bleibe. Der 18. Fall sei „ein außergewöhnlicher Krimi. Ein Film aus einem Guss, der keine Gaststars“ brauche, „dem vielmehr zugute komme, dass Buch und Regie aus einer Hand stammen“. Uwe Janson habe „eine politische, emotional intensive Fenster-zum-Hof-Variation entworfen, der man das Verständnis für das Medium Film“ anmerke. ‚Sperling und die kalte Angst‘ sei ein Krimi, „der von Großem wie Liebe, Hass, Moral und Verantwortung klein“ erzähle „und so wahre Größe“ erlange.
In der Boulevardzeitung B.Z. aus Berlin stellte man fest, dass der Film „deutliche Anleihen“ an Hitchcocks Thriller ‚Das Fenster zum Hof‘ enthalte. Hier tauche Regisseur Uwe Janson „in die Welt von Berlins Hinterhöfen ein“. Das Ergebnis sei ein „lange Zeit spannender, labyrinthischer Thriller, dessen Auflösung allerdings unglaubwürdig und pathetisch“ wirke.
Die Redaktion des Filmdienstes stellte fest: „(Fernseh-)Kriminalfilm, der Fragen nach dem Recht auf Intimsphäre stellt und die schmale Trennungslinie auszuloten versucht, die staatliche Einmischung zum Gemeinwohl von der Verletzung der Privatsphäre trennt. – Ab 14.“
Die Prisma-Redaktion gab dem Film wiederum drei von fünf möglichen Sternen und meinte, Regisseur und Drehbuchautor Uwe Janson verbinde hier „gekonnt kleich mehrere Fälle“ und erzeuge „eine düstere, spannungsgeladene Atmosphäre, in der die Gewalt jederzeit loszubrechen“ drohe. Gleichzeitig hinterfrage er kritisch, „wo die Intimsphäre“ ende „und staatliche Einmischung“ beginne.
Für Kino.de befasste sich Tilmann P. Gangloff mit dem Film und stellte fest, dass „die ZDF-Krimis am Samstagabend grundsätzlich sehenswert“ seien und es „Ausreißer nach unten praktisch nie“ gebe. „Ausreißer nach oben“ hingegen „durchaus“: „Gerade die Reihe Sperling“ versuche sich „immer wieder an sperrigen Geschichten“. Selbst „gemessen daran“, sei Uwe Janson „allerdings ein ganz besonderer Film gelungen“. Die „nervöse, fahrige Kamera“, geführt von Philipp Sichler, nehme „gleich zu Beginn gezielt die Stimmung der Protagonisten auf“. […] „Obwohl Dieter Pfaff allein aufgrund seines Volumens die Inkarnation der Behäbigkeit sein könnte“, komme der Film „optisch nicht zur Ruhe“. Weil man „als Zuschauer kaum mehr“ wisse „als die Ermittler“, entwickele ‚Sperling und die kalte Angst‘ „von Anfang eine Spannung, die Janson konsequent“ aufrechterhalte „und zum Finale sogar noch“ steigere. „Erst recht sehenswert“ sei der Film auch „wegen er ausgezeichneten Bildgestaltung. Das Spiel von Licht und Schatten“ habe „mitunter impressionistische Züge“. „Sperling wiederum“ wirke „mit seinem Hütchen und dem langen Mantel wie eine Figur aus einem Werk von Fritz Lang, zumal auch das Berlinbild des Films weitaus näher an ‚M – Eine Stadt sucht einen Mörder‘ als an den aktuellen Metrosex-Komödien“ sei.

### Auszeichnungen
Für die Kameraführung wurde Philipp Sichler 2007 mit dem Deutschen Fernsehpreis ausgezeichnet. Florian Drechsler erhielt den Preis für den Schnitt.